# 8355メソッド
8355メソッド（または8355法〈8355ほう〉）は、ルービックキューブの解法の一つ。揃えるピースの数が階層ごとに8個-3個-5個-5個のため8355と呼ばれている。

## 概要
台湾のReheart Sheuが2007年に発表した解法で、Layer By Layerが基本となっている。CrossからF2LまではLBLの応用だが、完全一面の4つのコーナーのうち1個とそれに隣接した2層目のエッジピースを揃えないのが特徴である。この揃えない縦1列を、色を合わせたいピースを落とし込んで正しい位置に配置するための「スロット」として利用することで、複雑な回転のメソッドを必要としない。
体的に利用するルーティンが上面（U）・正面（F）・右面（R）（または左面〈L〉）の3方向回転の連携（例：R→U→R'、U→R→U'→R'）だけで済むが、メソッドによっては2箇所以上揃えられるCFOPと違い1箇所のスロットで1個ずつピースを移動させるため、順序よくピースを移動させる思考力が必要で、揃えるために要する回転数と時間がかかる。呼び名の「8355」は、底面のピース9個からスロット1個分を引いた8、（この時点でLBLでいうCrossの条件である2層目のセンターピースは揃っているため）2層目の残りエッジピース4個からスロット1個分を引いた3、U面エッジピース4個+スロットで使用した2層目エッジピース1個=5、残りのU面コーナーピース4個+最下層のスロットで使用したコーナーピース1個=5を順に揃えることに由来する。